# Maschinentelegraf

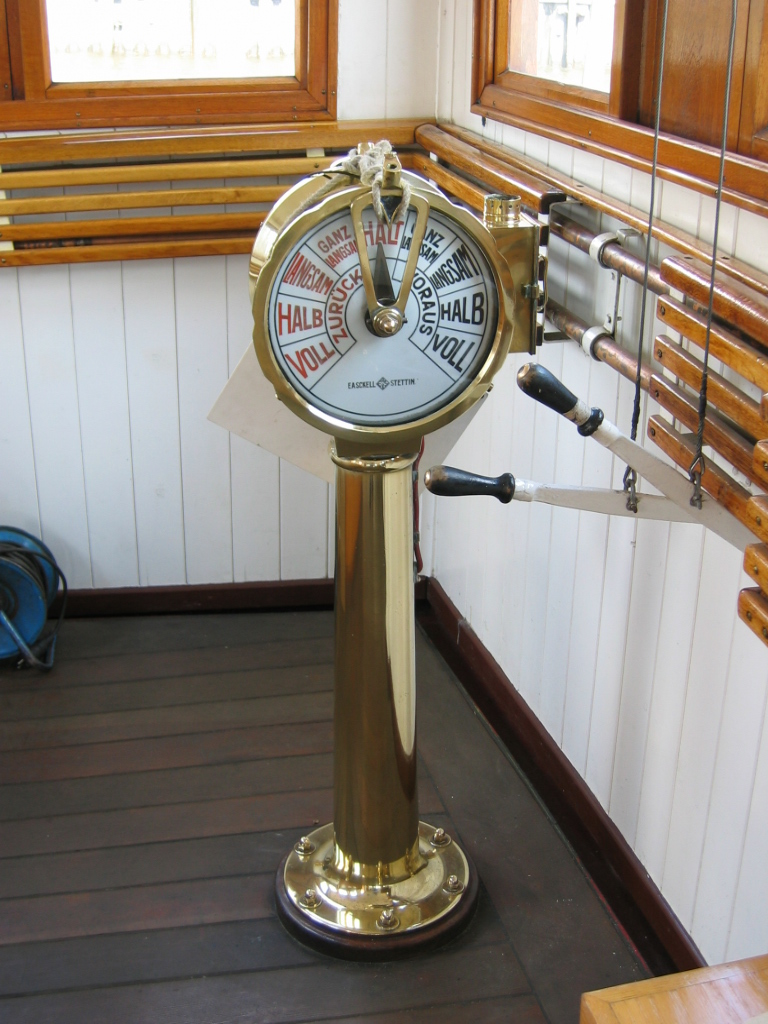
Maschinentelegraf auf der Brücke des Eisbrechers Stettin

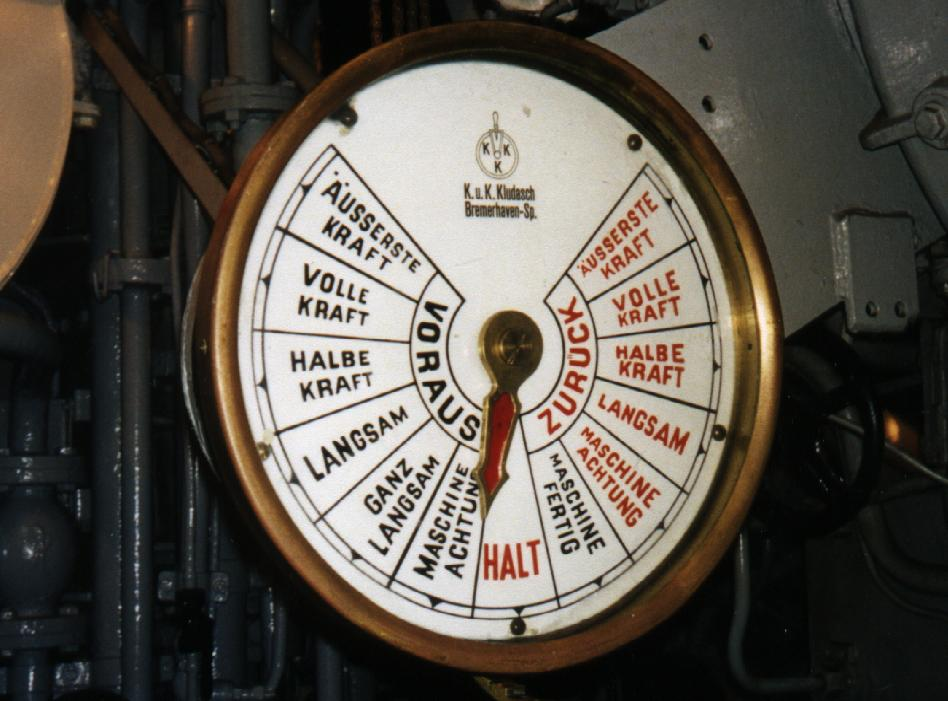
Maschinentelegraf eines anderen Schiffes, Gerät im Maschinenraum. Der Hebel zur Quittierung ist im Bild unten abgeschnitten.

Der Maschinentelegraf (en. auch: Chadburn) wurde in der Schifffahrt eingesetzt, um Maschinenkommandos von der Kommandobrücke in den Maschinenraum zu übertragen. Mit ihm wurde nicht der Antrieb direkt gesteuert, sondern lediglich der gewünschte Geschwindigkeitsbereich und die Drehrichtung der Maschine dem Personal im Maschinenraum oder Leitstand übermittelt. Diese heutzutage umständlich anmutende Technik stellte in der Zeit der Antriebe durch Dampfmaschinen allerdings den höchstmöglich machbaren technischen Standard dar.
Dazu verfügte der wachhabende nautische Offizier über einen Hebelapparat, mit dem er die einzelnen Kommandos (meist volle Fahrt voraus, halbe Fahrt, langsame Fahrt, Stop, langsame Fahrt zurück, halbe Fahrt zurück und volle Fahrt zurück) übermitteln konnte. Der Hebelapparat wurde dazu auf die Raste der entsprechenden Position gestellt und in der Regel wies ein Klingelton im lauten Maschinenraum auf den neuen Befehl hin. Das wachhabende Maschinenpersonal quittierte diesen Befehl und führte ihn dann aus. Üblicherweise zeigte eine Rückleitung vom Maschinenraum, die als Zeigerelement hinter der Scheibe des Steuerhebels ausgeführt war, die quittierte Geschwindigkeit und Richtung an. Da es bei größeren Schiffen mit mehreren Schrauben von Interesse sein kann, die einzelnen Antriebsanlagen mit unterschiedlichen Drehzahlen laufen zu lassen (beispielsweise um enger und präziser manövrieren zu können oder beim Anlegen den Roll-Effekt zu nutzen), konnten Maschinentelegrafen mit mehreren Kommandohebeln und einer entsprechenden Anzahl von Rückmeldeanzeigern ausgestattet sein.
Übertragen wurden die Signale über Messingseile und -ketten, die sich allerdings bis zu 14 % dehnten und häufig justiert werden mussten. Zum Teil wurden deshalb, etwa bei Kriegsschiffen, Gestänge statt Seile verwendet. Später wurden Drehmelder als Maschinentelegraf eingesetzt.
Bei modernen Schiffen gibt es keinen Maschinentelegrafen im ursprünglichen Sinn mehr, obwohl der Begriff umgangssprachlich weiterhin Verwendung findet. Die Schiffsantriebe können nun elektronisch und direkt mit einem Fahrstufenregler von der Kommandobrücke aus gesteuert werden. Damit entfällt für die Maschinenwache die Aufgabe, die Kommandos, die per Schiffstelegraf übertragen wurden, zu erkennen und auszuführen, was selbst im Idealfall mit einem unvermeidlichen Zeitverzug verbunden war. Durch die Einführung der Direktsteuerung der Maschinen wurde eine bedeutende Gefahrenquelle eliminiert, denn diese Zeitverzögerung, oder gar das Übersehen oder fehlerhafte Ausführen von Maschinenbefehlen kann fatale Folgen haben. Der Offizier im Ruderhaus hatte keinerlei Möglichkeit, die Maschine (und damit die Geschwindigkeit) direkt zu beeinflussen. Ein weiterer Grund, den Maschinentelegrafen abzuschaffen, ist die Einsparung von Maschinenpersonal.
Weiterhin werden die Maschinentelegraphen auf jenen historischen Schiffen verwendet, die noch im Originalzustand sind, wie etwa der Stadt Luzern auf dem Vierwaldstättersee.
Atom-U-Boote und andere Schiffe mit Nuklearantrieb besitzen ebenfalls Maschinentelegrafen, da die Reaktorregelung kompliziert sein kann und im Reaktorkontrollraum vorgenommen wird. Der diensthabende nautische Offizier kann jedoch über die Kommunikationsanlage zusätzlich zu den Angaben des Telegrafen eine genaue definierte Umdrehungszahl der Propeller befehlen.